# Griffier van de Staten-Generaal van de Nederlanden
Griffier van de Staten-Generaal was de hoogste ambtelijke functie binnen de ambtelijke organisatie rond de Staten-Generaal der Nederlanden ten tijde van de Republiek der Nederlanden. De griffier was een ambtenaar die zorg droeg voor het vastleggen en voorlezen van besluiten en de correspondentie van de Staten-Generaal. 
In de aanloop naar de totstandkoming van de Republiek was de rol van Jan van Asseliers als griffier van de Staten-Generaal belangrijk. Hij schreef in 1581 het Plakkaat van Verlatinghe, de onafhankelijkheidsverklaring van Nederland. De eerste voor onbepaalde tijd benoemde griffier was in 1584 Cornelis van Aerssen. Hij bleef aan tot in 1627. Door de soms grote ervaring en kennis van zaken kon het griffierschap een invloedrijke functie zijn. Een verdere toename van politieke betekenis kwam tot stand toen de familie Fagel vanaf 1670 het ambt wist te bezetten. Vijf Fagels bekleedden de functie gedurende 125 jaar, van wie twee, François en Hendrik de Oude, samen maar liefst 100 jaar, van 1690 tot 1790 (54, respectievelijk 46 jaar).
De griffier woonde ambtshalve niet alleen de vergaderingen van de Staten-Generaal bij, maar in de loop van de tijd ook steeds vaker de commissievergaderingen (besognes), ook wanneer deze geheim (secreet) waren. Bij bepaalde besluiten van deze secreet besognes moest de griffier ook de (geheime) correspondentie voeren. Deze besognes bestonden gewoonlijk uit acht leden (twee voor Holland, een voor ieder ander gewest), en hoewel dat in eerste instantie vooral praktisch was, ging deze ook steeds vaker ongevraagd zijn mening geven en verwierf hij zelfs een stem.
Toen in 1815 de benaming Staten-Generaal werd gekoppeld aan het Nederlandse parlement, is de functie van griffier ook weer voortgezet. Die is thans vastgelegd in artikel 61 van de Grondwet.
In 2024 heeft het Huygens Instituut alle door de griffiers opgetekende Resoluties ontsloten via de website goedgevonden.nl.

## Lijst van griffiers
De jaartallen geven aan wanneer zij in functie waren.
- Cornelis Weellemans (omstreeks 1576)
- Jan van Asseliers (omstreeks 1581)
- Mattheus de Hennin (omstreeks 1584)
- Cornelis van Aerssen (1584 - 1627)
- Johan van Goch (1623 - 1628)
- Cornelis Musch (1628 - 1650)
- Nicolaas Coenraadsz Ruijsch (1650 - 1670)
- Gaspar Fagel (1670 - 1672)
- Hendrik Fagel de Oudste (1672 - 1690)
- François Fagel (1690 - 1744)
- Hendrik Fagel de Oude (1744 - 1790)
- Hendrik Fagel de Jonge (1790 - 1795)
- Willem Quarles van Ufford (1795 - 1796)